# 袖子槍
袖子槍（Sleeve gun）是指隱藏在大衣袖子裡的槍械，而袖子內部通常有特定機關讓槍枝滑落至射手的掌心內讓其可先發制人地開火。這種武器通常會出現於一些虛構作品當中。

## 現實例子
二戰期間，英國特別行動執行處的第9站曾開發了一種“袖子槍”，它是由移除握把式彈匣的消音威洛德手槍改良而成 。

## 流行文化
- 《計程車司機》：崔維斯·比克爾（勞勃·狄尼洛飾演）利用櫃子的滑軌加工成“柯特.25”（實際為史密斯威森61護送型手槍）手槍用的延伸裝置，隱藏在大衣的袖子裡。
- 《英雄不流淚》：主角流浪樂手（安東尼奧·班德拉斯飾演）在大衣的左右袖子裡藏有一對儒格P95手槍用的延伸裝置。
- 《重裝任務》：主角約翰·普瑞斯頓（克里斯汀·貝爾飾演）在教士大衣的左右袖子裡藏有一對貝瑞塔92FS手槍全自動改裝型用的延伸裝置。

## 外部連結
- Firearm with underarm gun stock
- Firearm apparatus to be worn on the user's forearm
- Forearm gun
- Multi-Barrel Firearm Apparatus Worn on the User's Forearm